# Eva Ocisková
Eva Ocisková (* 4. prosince 1957 v Karviné) je česká publicistka, rozhlasová redaktorka a pedagožka.
Píše pro řadu médií (Časopis Harmonie, Muzikus), je redaktorkou Českého rozhlasu a mimo jiné pracuje v kontrolní komisi České hudební rady. Od Syndikátu novinářů získala 1. cenu za večerní relaci „Plasy čarovné“ o jednom z nejstarších českých klášterů (vysílala stanice ČRo 3 Vltava). V roce 1981 obhájila svou práci na téma „Skladatelský profil Pavla Čotka“ na Filozofické fakultě Univerzity Palackého v Olomouci.